# North San Pedro
North San Pedro es un lugar designado por el censo ubicado en el condado de Nueces en el estado estadounidense de Texas. En el Censo de 2010 tenía una población de 895 habitantes y una densidad poblacional de 3.562,49 personas por km².

## Geografía
North San Pedro se encuentra ubicado en las coordenadas 27°48′10″N 97°40′55″O / 27.80278, -97.68194. Según la Oficina del Censo de los Estados Unidos, North San Pedro tiene una superficie total de 0.25 km², de la cual 0.25 km² corresponden a tierra firme y (0%) 0 km² es agua.

## Demografía
Según el censo de 2010, había 895 personas residiendo en North San Pedro. La densidad de población era de 3.562,49 hab./km². De los 895 habitantes, North San Pedro estaba compuesto por el 75.53% blancos, el 0% eran afroamericanos, el 0.22% eran amerindios, el 0% eran asiáticos, el 0% eran isleños del Pacífico, el 22.91% eran de otras razas y el 1.34% pertenecían a dos o más razas. Del total de la población el 98.32% eran hispanos o latinos de cualquier raza.